# Yela
Yela es una localidad española, pedanía de Brihuega, un municipio perteneciente a la provincia de Guadalajara, en la comunidad autónoma de Castilla-La Mancha. 

## Geografía
Geográficamente se encuentra en el centro de la provincia de Guadalajara, en la comarca de la Alcarria. Tiene una población de 11 habitantes. (INE 2021).

## Historia
A mediados del siglo XIX, el lugar, por entonces con ayuntamiento propio, contaba con una población censada de 208 habitantes. La localidad aparece descrita en el decimosexto volumen del Diccionario geográfico-estadístico-histórico de España y sus posesiones de Ultramar de Pascual Madoz de la siguiente manera:

YELA: v. con ayunt. en la prov. de Guadalajara (8 leg.), part. jud. de Brihuega (2), aud. terr. de Madrid (18), c. g. de Castilla la Nueva, dióc. de Siguenza (7): sit. en una cañada sobre terreno pedregoso y resguardada de los vientos del N., con clima sano: tiene 50 casas; la consistorial; un hospital con tan escasas rentas, que apenas dan para sus reparos; escuela de instruccion primaria pagada por los discípulos; una fuente de abundantes y buenas aguas; una igl. parr. (Ntra. Sra. de los Llanos) servida por un cura y un sacristan: confina el térm. con los de Ontanares, Cogollor, Val de Rebollo, Barrio Pedro, Brihuega y Ledanca; dentro de él se encuentran 3 ermitas (la Soledad, Sta. Barbara y San Roque): el terreno, bañado por el Tajuna, con puente de madera, es pedregoso y de mediana calidad; hay un monte robledar y otro encinar. caminos: los locales en mediano estado. correo: se recibe y despacha en Brihuega. prod.: cereales, legumbres, alguna fruta, leñas de combustible y yerbas de pasto, con las que se mantiene ganado lanar, cabrio, mular y asnal; hay caza menor y pesca de barbos y truchas. pobl.: 50 vec., 208 alm. cap. prod.: 982,145 rs. imp.: 68,750. contr.: 6,168.
(Madoz, 1850, p. 431)

## Demografía
| Gráfica de evolución demográfica de Yela entre 1842 y 1970 |
| |
| Población de derecho según los censos de población del INE Población de hecho según los censos de población del INEEntre el censo de 1981 y el anterior, este municipio desaparece porque se integra en el municipio Brihuega |

## Patrimonio
En Yela hay una iglesia románica del siglo XII, aunque quedó muy deteriorada en la guerra civil española y tuvo que ser muy reconstruida en los años posteriores por el Servicio Nacional de Regiones Devastadas y Reparaciones.
Tiene dos fuentes, la de San Roque y la de la Plaza. Esta última está datada en el siglo IX.

## Recursos naturales
En Yela se encuentra un almacén subterráneo de gas natural que ha acondicionado la empresa Enagás, aprovechando un acuífero salino fósil a 2300 metros de profundidad, con una capacidad cercana a los 2000 millones de metros cúbicos para abastecer al resto de la península.